# Cill Chiaráin
Cill Chiaráin (en anglès Kilkieran) és un llogaret d'Irlanda, a la Gaeltacht comtat de Galway, a la província de Connacht. El seu nom en irlandès vol dir "església de Ciaran", sant que passà molts anys a la vila. Hi passa la carretera R340 vora la costa en direcció a Galway. Està lligada amb la veïna vila de Carna pel col·legi irlandès de Coláiste Sheoisaimh, que organitza cursos d'estiu.